# Linear Weights
Linear Weights(LW,LWTS)は野球におけるプレーを評価する手法の一つである。
各種プレーを得点単位で評価する。

## 概要
得点価値を基に選手を評価するLinear Weights (LWTS)は、セイバーメトリクスにおいて広く活用されている。安打や四球、三振、盗塁などの基本的なプレーに留まらず、投手が投げた球種や打たれた(打った)ゴロやフライなどの打球種類についても適用が可能であるなど応用範囲は非常に広い。一例として、FangraphsではPitch f/xのデータを利用して球種別の得失点をPitch Valuesとして算出している。LWTSで使用する得点価値は様々な状況におけるプレーの価値を平均化したものであり、全ての状況でそのまま適用できるとは限らない点に注意が必要である。

## 得点期待値
塁上のランナーやアウトカウントの状況を分類し、その状況から3アウトまでに獲得できるであろう平均的な得点を得点期待値(Run Expectancy)と呼ぶ。得点期待値はLWTSの基礎となる概念である。算出には過去1年から数年分の試合経過を用いるため、リーグやシーズンによって得点期待値は異なる。たとえば下表のNPBの得点期待値表では、統一球導入後の2015～17年の得点期待値は、統一球以前の得点期待値をどの状況でも下回っていることがわかる。
|         | 走者無 | 一塁  | 二塁  | 三塁  | 一二塁 | 一三塁 | 二三塁 | 満塁  |
| ------- | ------ | ----- | ----- | ----- | ------ | ------ | ------ | ----- |
| 0アウト | 0.480  | 0.851 | 1.075 | 1.392 | 1.459  | 1.757  | 2.009  | 2.253 |
| 1アウト | 0.258  | 0.523 | 0.711 | 0.953 | 0.940  | 1.185  | 1.375  | 1.594 |
| 2アウト | 0.099  | 0.226 | 0.333 | 0.383 | 0.454  | 0.492  | 0.591  | 0.749 |

|         | 走者無 | 一塁  | 二塁  | 三塁  | 一二塁 | 一三塁 | 二三塁 | 満塁  |
| ------- | ------ | ----- | ----- | ----- | ------ | ------ | ------ | ----- |
| 0アウト | 0.436  | 0.787 | 1.019 | 1.221 | 1.378  | 1.591  | 1.849  | 2.130 |
| 1アウト | 0.239  | 0.483 | 0.667 | 0.873 | 0.884  | 1.127  | 1.313  | 1.506 |
| 2アウト | 0.091  | 0.212 | 0.315 | 0.345 | 0.421  | 0.482  | 0.526  | 0.713 |

### 得点価値
プレーの結果は局面＝得点期待値を変化させる。プレーの前後で変化した期待値の差分が得点価値である。上記の得点期待値（2004-10）を利用すると、0アウト走者無しの状況からシングルヒットが発生した場合、得点期待値は0.480から0.851に変化する。この差分0.851-0.480=0.371がこの状況で発生したシングルヒットの得点価値となる。
長打や四死球等についても同様の計算を行い、各プレーが産み出した得点価値の合計をそれぞれの発生数で割る事でプレーの平均的な得点価値が算出される。LWTSでは得点価値を平均化することで局面の違いによる不公平を減らしている。逆に、選手が実際に変化させた得点期待値を集計して貢献度を測るRE24という指標も存在する。

## LWTSに基づいた指標

### Batting Runs
ヒットや四死球等の打席結果に得点価値を掛けあわせ、それぞれ合計したBatting Runsは打者の得点貢献を高い精度で測る事ができる。Batting Runsはリーグの平均的な打者に対して増やした得点を表している。
- Batting Runs (NPB版) = 0.446×単打 + 0.783×二塁打 + 1.143×三塁打 + 1.411×本塁打 + 0.302×四死球 - 0.261×(打数 - 安打) + 0.168×盗塁 - 0.382×盗塁刺

打席あたりの得点貢献を測る指標としてwOBAが存在する。

### DIPS
DIPS (野球)の指標でポピュラーなFIPの係数はLWTSを基に次のように算出されている。
1. 投球結果を奪三振、与四死球、被本塁打、BIP (Balls In Play：グラウンド内でフェアとなった打球)に分類し[5]、Batting Runsと同様に得点価値を掛け合わせて合計する。
2. 計算を簡易化するため、BIPの得点価値が相対的に0となるように奪三振、与四死球、被本塁打の得点価値からBIPの得点価値を引く。
3. 防御率(失点率)と単位を合わせるため、前述のBIPに対する相対的な得点価値を9倍した値がFIPにおける奪三振、与四死球、被本塁打の係数となる。

計算過程で排除したBIPをゴロやフライ等の打球別に分類し、それぞれの得点価値を計算に組み込んだtERAという指標も存在する。

### 守備指標
守備のプレーについても同様に得点価値を求める事が出来る。UZRやDRSは打球の速度や落下点等を分類し、打球をアウトにする難易度や得点価値を基に守備による得点貢献(失点抑止)を測っている。